# Stemma delle Isole Cayman

Stemma delle Isole Cayman

Piccolo stemma delle Isole Cayman

Lo stemma delle Isole Cayman è uno stemma adottato ufficialmente dalle Isole Cayman il 14 maggio 1958. Lo stemma è presente sulla bandiera delle Isole Cayman.

## Descrizione
È formato da uno scudo con 3 stelle verdi a cinque punte al suo interno, poste nei due terzi inferiori dello stesso, in rappresentanza delle tre isole che compongono l'arcipelago (Grand Cayman, Little Cayman e Cayman Brac). Tali stelle sono poste su un piano formato da sei strisce ondulate di colore azzurro e bianco alternati, che rappresentano il mare. Nella parte superiore dello scudo, su sfondo rosso, è disegnato un leone passante dorato, simbolo del Regno Unito. Sopra allo scudo è posta una tartaruga verde adagiata su un rotolo di fune, mentre dietro alla tartaruga spunta un ananas dorato. La tartaruga simboleggia la storia marinara delle Isole Cayman; la fune rappresenta l'industria della corda, fiorente nel luogo; l'ananas vuole ricordare i legami con la Giamaica.
Sotto allo scudo è posto un nastro giallo con il retro rosso e il motto delle Cayman He hath founded it upon the seas ("Egli l'ha creato sopra i mari"), tratto dal salmo 24, e sta ad indicare l'eredità cristiana delle Isole Cayman, oltre ai suoi legami con il mare.